# Akins (Oklahoma)
Pour les articles homonymes, voir Akins.
Akins est une census-designated place du comté de Sequoyah, dans l'État d'Oklahoma, aux États-Unis,. En 2010, elle compte une population de 405 habitants.